# Darden Restaurants
Darden Restaurants, Inc. ist ein Unternehmen aus den Vereinigten Staaten mit Firmensitz in Orange County, Florida. Das Unternehmen ist im Aktienindex S&P 500 gelistet.
Darden Restaurants betreibt mehrere Restaurantketten in Nordamerika und besitzt mehr als 1.300 Restaurants. Das Unternehmen beschäftigt mehr als 150.000 Mitarbeiter (Stand 2006). Die Restaurants werden nicht im Franchise-System betrieben. Das Unternehmen wurde 1968 als Tochterunternehmen von General Mills gegründet. 1995 wurde das Unternehmen Darden Restaurants von General Mills unabhängig. Zu den Restaurantmarken gehören:

## Restaurantketten
- Red Lobster (1968–2014)
- Olive Garden (1982–Gegenwart)
- China Coast (1990–1995)
- Bahama Breeze (1996–Gegenwart) Bahama Breeze hat ungefähr 40 Restaurantstandorte in mehreren US-amerikanischen Bundesstaaten.[3]
- Smokey Bones Barbeque and Grill (1999–2007)
- Seasons 52 (2002–Gegenwart)
- Rocky River Grill House (2006–2007)
- LongHorn Steakhouse (2007–Gegenwart)